# Lepidothamnus
Lepidothamnus – rodzaj roślin z rodziny zastrzalinowatych (Podocarpaceae). Obejmuje we florze współczesnej trzy gatunki, z których jeden (L. fonkii) jest endemitem południowego Chile i południowej Argentyny, a dwa pozostałe (L. laxifolius i L. intermedius) – Nowej Zelandii (oba gatunki występują na wszystkich trzech największych wyspach: Północnej, Południowej i Stewart). Rośliny te rosną w świeżych i bagiennych siedliskach od nisko położonych nizin po różne zbiorowiska roślinności subalpejskiej (najwyżej bo na wysokości ok. 1200 m n.p.m. notowany jest L. laxifolius, pozostałe dwa sięgają do ok. 900 m n.p.m.). 
Znaczenie użytkowe tych roślin jest ograniczone. L. laxifolius bywa sadzony w celu ochrony przed erozją.
Na czerwonej liście gatunków zagrożonych publikowanej przez Międzynarodową Unię Ochrony Przyrody (IUCN) wszyscy przedstawiciele tego rodzaju uznani są za gatunki najmniejszej troski.

## Morfologia

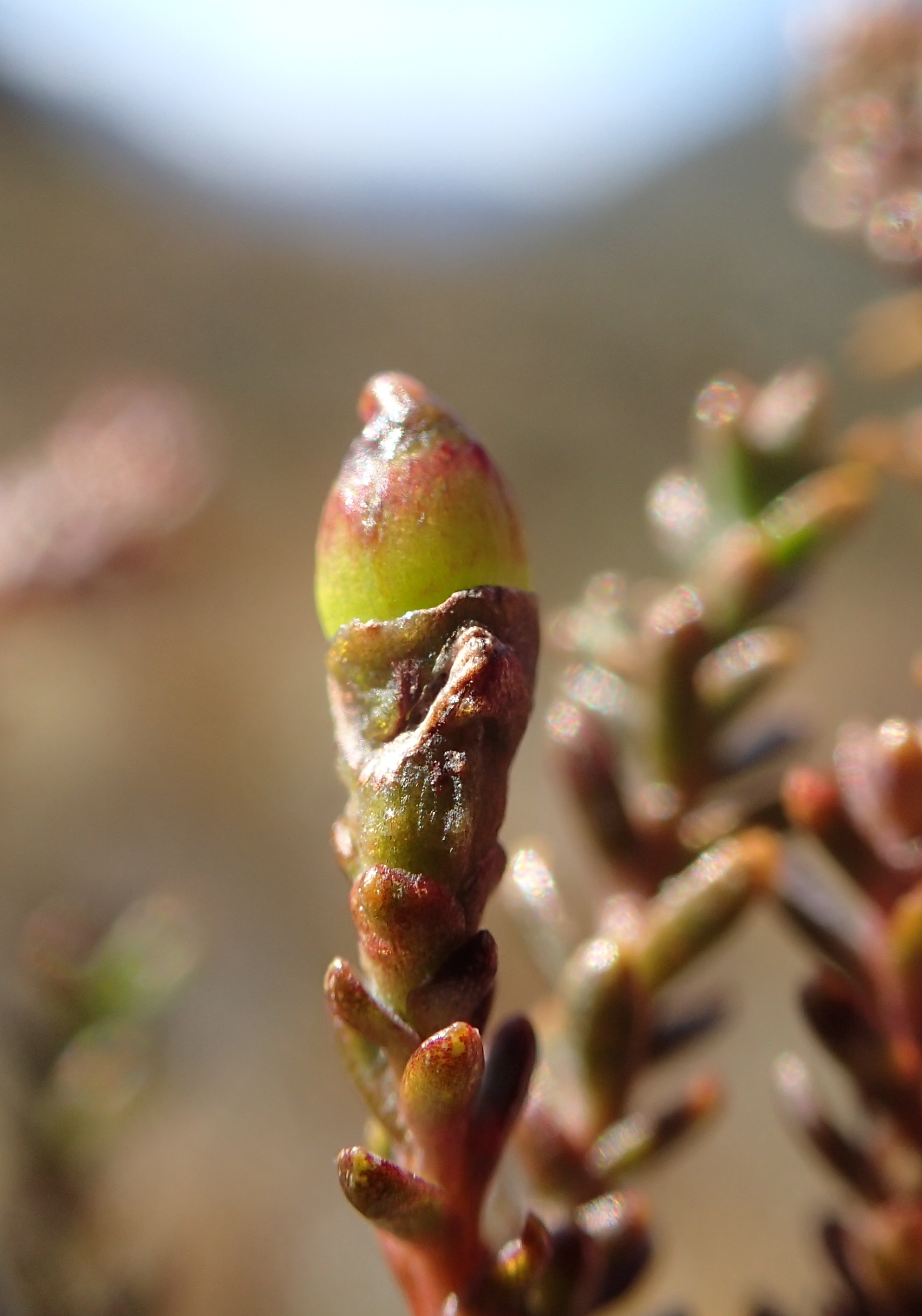
Dojrzewające nasiono L. laxifolius

PokrójKrzewy i niewielkie drzewa. L. intermedius rośnie jako wysoki, wielopniowy krzew lub małe drzewa osiągając do 15 m. Z kolei L. laxifolius należy do najmniejszych roślin spośród nagonasiennych przyjmując formę niewielkich, płożących lub ścielących się na skałach krzewów o pędach sięgających 1 m długości. Także L. fonkii to niski krzew o pędach podnoszących się lub wzniesionych nie wyżej niż do 0,5 m wysokości.
LiścieKrótkie, młodociane są równowąskie i odstające, a na pędach starszych stopniowo coraz to bardziej łuskowate, z wyraźnym grzbietem, jajowato-rombowate, silnie przylegające do pędu.
Organy generatywneRośliny dwupienne, rzadko jednopienne. Strobile męskie wyrastają pojedynczo na końcach pędów lub bocznie. Strobile żeńskie składają się z 3–5 ścieśnionych łusek, z których tylko jedna lub dwie są płodne. Na nich rozwijają się wyprostowane ku górze, pojedyncze zalążki.
NasionaSą prosto wzniesione i dojrzewają w drugim roku rozwoju. Dojrzałe mają kolor czarny lub brązowoczarny i okryte są do 1/4 ich wysokości przez błoniastą osnówkę. Łuski nasienne mięśnieją i dojrzałe przybierają kolor różowy do czerwonego.

## Systematyka
Jeden z rodzajów z rodziny zastrzalinowatych (Podocarpaceae). Przez długi czas gatunki tu zaliczane włączane były do szeroko ujmowanego rodzaju obłuszyn Dacrydium, z którego zostały wyodrębnione w 1982 na podstawie budowy żeńskich organów generatywnych, a później potwierdzono zasadność tego podziału z powodu odrębności stwierdzonych w budowie anatomicznej liści i składzie chemicznym roślin.
Wykaz gatunków
- Lepidothamnus fonkii Phil.
- Lepidothamnus intermedius (Kirk) Quinn
- Lepidothamnus laxifolius (Hook.f.) Quinn